# Linjeflyg

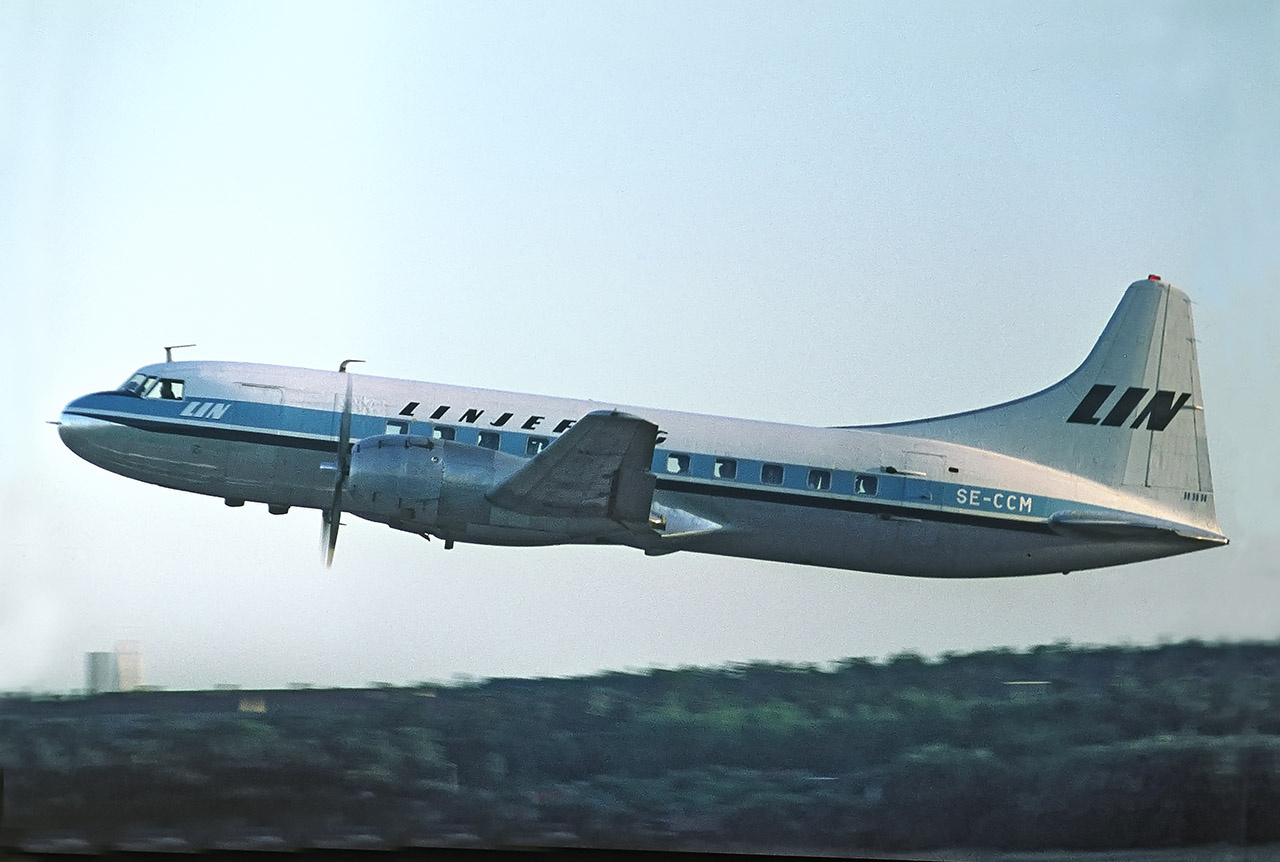
Linjeflygs Convair Metropolitan SE-CCM på Bromma, 1965

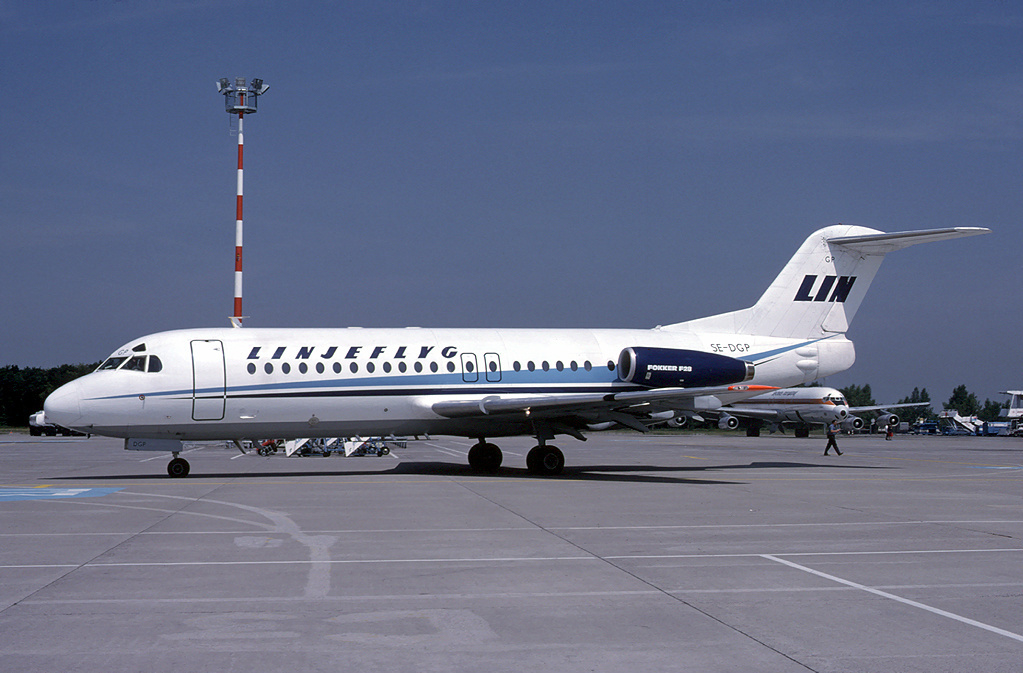
Fokker F28 på Basel-Mulhouse-Freiburg flygplats

Linjeflyg, eller LIN var ett svenskt flygbolag, grundat 2 april 1957 av Sven Östling, vice-vd för SAS. SAS, flygbolaget Airtaco, Dagens Nyheter och Stockholms-Tidningen deltog alla i grundandet av Linjeflyg. Flygbolaget köptes upp av  Scandinavian Airlines den 1 januari 1993.
Från början var Linjeflygs huvuduppgift att flyga tidningar och post på nätterna och passagerare och gods på dagarna, alla dessa transporter handlade om inrikesflygningar. SAS skötte flygningarna utrikes.

## Historia
| År        | Namn               |
| --------- | ------------------ |
| 1957–1967 | Sven Östling       |
| 1967–1973 | Arne Wickberg      |
| 1973–1978 | Sten Sandberg      |
| 1978–1980 | Jan Carlzon        |
| 1980–1983 | Olle Hedberg       |
| 1984–1987 | Christer Magnusson |
| 1987–1992 | Christer Nilsson   |
| 1992–1993 | Jan Sundling       |

Airtaco (grundat i augusti 1950 som Aero Scandia) kan betraktas som företrädare till Linjeflyg och ingick i det nya bolaget inklusive hela flottan. När Linjeflyg grundades ingick fyra Lockheed L-18 Lodestar och fyra Douglas DC-3 i flottan.
Linjeflygs första rena passagerarlinje gick mellan Malmö och Stockholm och flögs från början med en DC-3:a. Under sitt första verksamhetsår flög man mellan 11 flygplatser i Sverige: Jönköping, Kalmar, Karlstad, Kristianstad, Lidköping, Malmö (Bulltofta), Nordmaling (Olofsfors flygfält), Stockholm (Bromma), Sundsvall (Midlanda), Visby och Växjö. Man hade även en linje till Köpenhamn.
Senare utökades antalet destinationer till 39 stycken, varav två i utlandet: Köpenhamn (Kastrups flygplats) och Oslo (Oslo flygplats). Dessa båda linjer flög man på SAS uppdrag.
Under åren 1957 till 1983 var Stockholm-Bromma huvudflygplatsen i Linjeflygs system. Den 1 oktober 1983 flyttade man till den nyöppnade terminal 4 på Stockholm-Arlanda.
På hösten 1990 sålde SAS sin andel i Linjeflyg till transportföretaget Bilspedition, men ett och ett halvt år senare köptes den tillbaka igen. Det finns flera spekulationer i varför detta skedde. SAS officiella förklaring är att flygbolaget Linjeflyg under dåvarande situation hade satt sig i en svår ekonomisk situation; man ville också upphöra med namnet Linjeflyg och istället endast använda sig av namnet SAS. Från 1 januari 1993 användes endast namnet SAS i marknadsföringen.
En annan teori är att Linjeflyg tillsammans med  norska flygbolaget Braathens och danska Maersk hade långt skridna planer på att slå sig samman och tillsammans utgöra ett bolag som skulle börja flyga på den så kallade "huvudstadstriangeln". SAS hade under denna tid monopol på dessa destinationer som utgjorde en stor ekonomisk grund för dem. En sammanslagning av Linjeflyg, Braathens, och Maersk skulle då utgöra ett direkt hot mot SAS, speciellt eftersom de mindre tre bolagen ofta höll lägre priser än vad SAS inrikestrafik lyckades göra. Att köpa tillbaka Linjeflyg var enligt denna teori ett sätt för SAS att undvika konkurrens på sina främsta destinationer.

## Flotta
Linjeflygs flotta genom åren

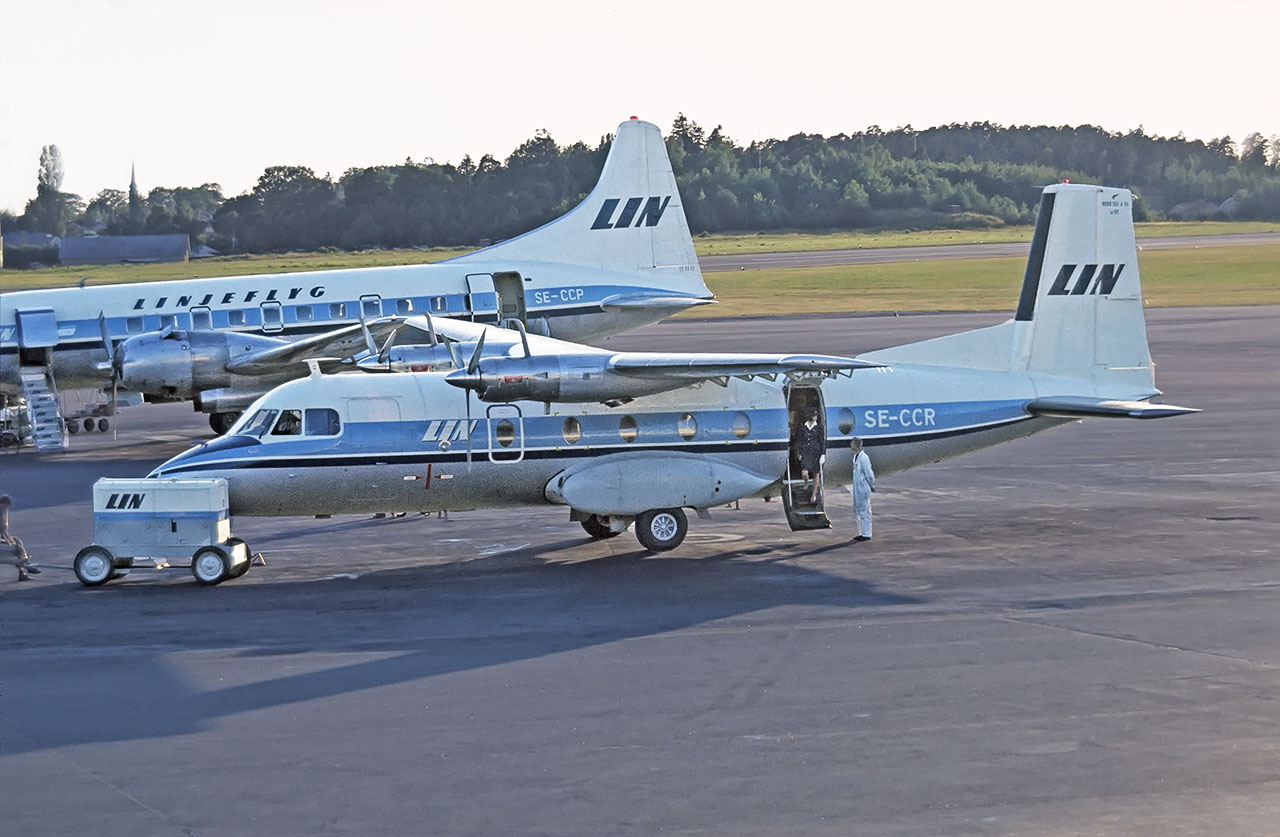
Linjeflygs Nord 262 SE-CCR på Bromma, 1967

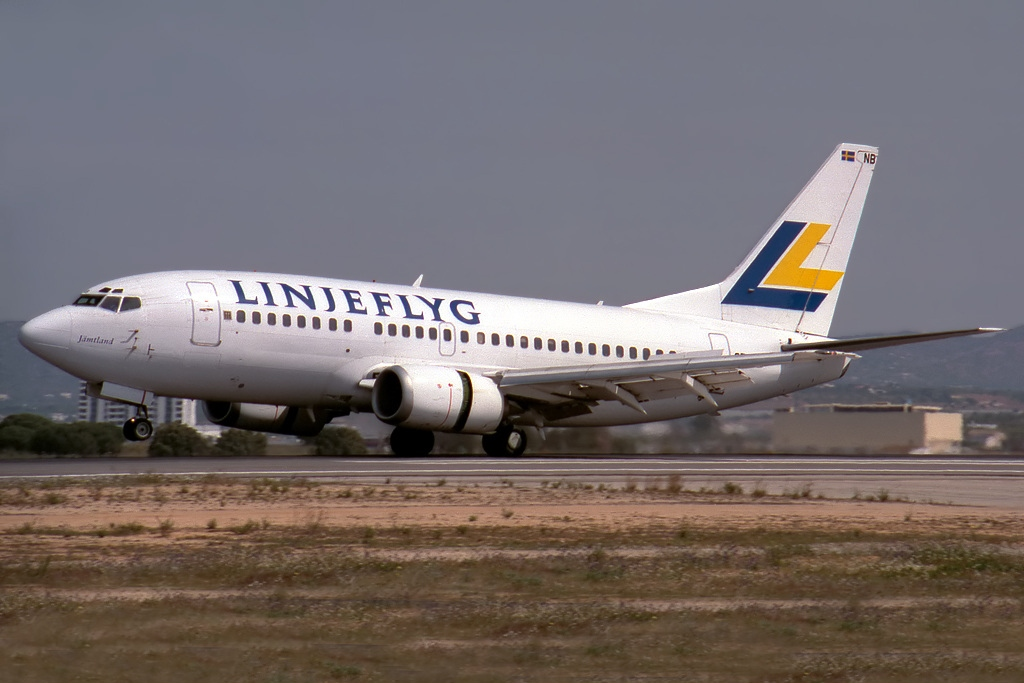
Linjeflygs Boeing 737-500 SE-DNB på Faros flygplats i bolagets sista målning

* SAS målning på bilden ** BMI:s målning på bilden *** BMI Baby's målning på bilden **** LOT's målning på bilden ***** = fly air's målning på bilden

## Flygolyckor i Linjeflyg

### Flygolyckan iÄngelholm
Den 20 november 1964 havererade ett av Linjeflygs Convair CV-340  Metropolitan (SE-CCK) under inflygning i dåligt väder på F 10 Ängelholm (Barkåkra flygfält). 29 av de 39 passagerarna och två av de fyra besättningsmedlemmarna omkom. Planet hade startat från Bromma kl 19.46. Flygningen hade linjenummer LF267V och skulle flyga Bromma-Hultsfred-Halmstad-Ängelholm. På grund av dåligt väder beslutades dock att planet inte skulle mellanlanda i Hultsfred. (Det tillagda "V"-et i linjenumret indikerar att man gjort en ändring). Under flygningen förvärrades väderläget, varför även mellanlandningen i Halmstad ställdes in.
Piloterna planerade att göra en kombinerad instrument- och visuell inflygning och landning på Barkåkras bana 14. Sikten var dålig, mellan 1,5 och 2 km, med en molnbas på 60 meter och regn. Piloterna fick i höjd med Halmstad besked från Ängelholmstornet att väderläget där nu hade förbättrats, varför piloterna bestämde sig för att genomföra en direktinflygning.
Vid inflygningen var planet ur kurs och på för låg höjd. Piloterna drog på motorerna, men planet tog mark några kilometer från sättningspunkten på en åker och hakade strax efter i kontaktledningen vid en järnväg. Planet havererade mot marken, kanade ett hundratal meter och välte över i ryggläge. 12 av de 43 personerna ombord överlevde, tre utan skador och de övriga med mer eller mindre allvarliga skador.
Den efterföljande haverikommissionen kom inte fram till någon definitiv slutsats om olycksorsaken, men den starkaste teorin i rapporten är att orsaken till att flygplanet kommit in fel, var en kombination av att piloterna inte hade kännedom om placeringen av de militära ledljus som var tända i banändarna, samt på missförstånd i radiotrafiken mellan flygledaren och piloterna. Dessutom var inflygningsradiofyrarna (eng. inner and outer markers) vid banändarna felaktigt placerade i förhållande till reglerna för civila flygplatser.

### Flygolyckan i Kälvesta
Den 15 januari 1977 havererade ett av Linjeflygs inhyrda flygplan på en parkeringsplats vid Ängsullsvägen i Kälvesta (Skyline:s Vickers Viscount SE-FOZ) i Stockholm under inflygning till Bromma, bana 12. Alla 22 ombordvarande omkom, däribland den nyutnämnde förbundskaptenen i bordtennis, Hans Alsér. Ingen på marken skadades. Ett antal bilar förstördes och husen omkring blev lätt brandskadade av det brinnande flygplanet. Olyckan berodde på att planet drabbats av stabilisatornedisning och på grund av detta blivit manöverodugligt då full klaff fälldes ut. De svenska piloter som flög denna typ av flygplan hade dock inte informerats på den tiden om att typen var mycket känslig för just denna typ av isbildning.